# 李訓
李訓（789年—835年12月16日），字子垂，原名仲言，字子训，祖籍陇西郡狄道县（今甘肅省定西市临洮县），出自陇西李氏姑臧房，唐朝官员。

## 生平
李训是唐肃宗宰相李揆的族孙，唐宪宗宰相李逢吉的堂侄，李训家族从北魏司空、姑臧公李韶以下十一代，每代人都与五姓通婚。擢進士第，形貌魁梧，神情洒落；辞敏智捷，善揣人意。宝历（825年-827年）中，从父李逢吉为宰相，以李训阴险善计事，愈亲厚之。初与茅汇等欲中伤李程，及武昭事发，李训连坐长流岭表，遇赦得还。大和（太和）六年，44岁时丁母忧，居洛中。
大和八年（834年），自流人补四门助教，召入内殿，面赐绯鱼。其年十月，迁国子《周易》博士，充翰林侍讲学士。是宦官王守澄的推荐，期间向文宗教授自注《易》义，皇帝向群臣宣讲其义之后却多受耻笑。次年，升禮部侍郎，官至同平章事。與鄭注結黨，排擠李德裕、李宗閔。獻太平之策，宣稱“应首除宦官，次收复河湟，再次收复河北”，受到文宗重用。他也忌惮郑注，阻碍郑注拜相，想先杀宦官，再杀郑注。
太和九年（835年）十一月二十一日，唐文宗與文武百官在紫宸殿早朝，左金吾衛大將軍韓約奏稱左金吾仗院內石榴樹夜生甘露，為祥瑞之兆。李訓等人勸文宗親自前往觀看，文宗到含元殿，命宰相及中書省、門下省官員前去左仗視察，眾人回報那不是真甘露。於是，文宗派仇士良等眾宦官前去查驗，李訓等人事先暗藏甲兵，以伏殺宦官。
仇士良抵達後，看到韓約神色驚慌，又發現周圍有伏兵，立即返回含元殿劫持文宗回內殿。李訓見狀，叫金吾軍上前護駕。金吾軍及其他舉事兵卒雖然殺了少數宦官，卻阻止不了宦官帶走文宗。仇士良等人帶文宗返回內殿後，派出神策軍五百人砍殺眾大臣，舉事兵卒潰敗。李訓换上小官的衣服逃出長安，一路自称蒙冤获罪被贬，但最終被捕。为免受辱，他以防止他人争功为由说服押送士兵将他的头斩下送往长安。仇士良等人将他的首级献于太庙，又密令鳳翔監軍誅殺在外地的鄭注。此次事變中，死者數以千計，除李訓、鄭注外，李訓黨羽多人被捕殺，宰相王涯、舒元輿等人被腰斬，家族也受連累被殺。史稱「甘露之變」。
事后，文宗怀念李训，数次对继任宰相李石、郑覃言说李训的才干。李训兄李仲京等逃奔昭义节度使刘从谏。后刘从谏侄刘稹败亡，李仲京等也被杀。

## 家族

### 曾祖
- 李成裕，唐朝秘书监[1]

### 祖父
- 李皆，唐朝建州刺史[1]

### 父母
- 李震，唐朝泉州刺史[1]
- 裴清，出自河东裴氏的东眷裴，唐朝行军长史、蒲虞等十六州兵马总管裴文度五世孙女，魏州司马裴大方玄孙女，殿中监裴居士曾孙女，光禄少卿、驸马都尉裴虚己孙女，尚衣奉御裴侑之女，融州刺史裴汉卿姐姐[1]

### 兄弟姐妹
- 李仲文，进士[1]
- 李仲宣，衢州龙丘县县令[1]
- 李仲京，度支巡官、试大理评事[1]
- 李婴甫，怀州武德县县令[1]
- 李仲褒，进士[1]
- 李氏，嫁侍御史太原王鼐[1]
- 李氏，嫁右补阙、史馆修撰博陵崔周桢[1]

### 夫人
- 范阳卢氏，卢宁之女[1]

## 延伸阅读
[在维基数据编辑]
 《舊唐書/卷169》，出自刘昫《舊唐書》
 《新唐書/卷179》，出自《新唐書》